# Ardisia malipoensis
Ardisia malipoensis C.M.Hu – gatunek roślin z rodziny pierwiosnkowatych (Primulaceae). Występuje naturalnie w Chinach – w południowo-zachodnim Junnan. 

## Morfologia
PokrójZimozielony krzew dorastający do 0,4 m wysokości.
LiścieBlaszka liściowa ma eliptyczny lub lancetowaty kształt. Mierzy 6–11 cm długości oraz 2,5–4 cm szerokości, jest całobrzega lub karbowana na brzegu, ma klinową nasadę i spiczasty wierzchołek. Ogonek liściowy jest nagi i ma 5–8 mm długości.
KwiatyZebrane w wierzchotkach przypominających baldachy (o 3,5–6 cm długości), wyrastają z kątów pędów. Mają działki kielicha o owalnym lub eliptycznym kształcie i dorastające do 3–4 mm długości. Płatki są owalne i mają białą barwę.
OwocPestkowce mierzące 4-6 mm średnicy, o kulistym kształcie.

## Biologia i ekologia
Rośnie na brzegach cieków wodnych oraz w lasach. Występuje na wysokości od 1500 do 1700 m n.p.m.